# 金鉉圭
金 鉉圭（キム・ヒョンギュ、朝鮮語: 김현규/金鉉圭、1937年1月19日 - 2022年10月21日）は、大韓民国の政治家。第10・11・12代韓国国会議員。本貫は金海金氏。カトリック教徒。

## 経歴
日本統治時代の慶尚北道軍威郡（現・大邱広域市軍威郡）出身。慶北高等学校を経てソウル大学校文理科大学政治学科卒。1978年の第10代総選挙に無所属で、1981年の第11代総選挙に民主韓国党の公認で立候補してそれぞれ当選し、国会議員となった。系譜としては金泳三系に帰属し、任期中の1982年2月12日より党内の政策審議会議長に任命され、同年7月15日より予算決算特別委員会の幹事に任命された。また、1985年の第12代総選挙の前に起きた議員の集団離党後に新民党に入党して旗手的存在としても活動し、第12代総選挙で三選した。ほかには新民党院内副総務、韓国コロンビア議員親善協会会長、列国議会同盟代表理事、新民党院内総務、統一民主党院内総務、民主党副総裁、民主党最高委員を歴任した。
2002年1月、過去にスージー・キム事件を起こした実業家の尹泰植による「尹泰植ゲート」の発覚当時、検察の取調べで金が事件の中心人物（パス21社の共同設立者・役員）として大統領府の核心人物を通じて政界人士に対し、ロビー活動を行った事実を認めた。同年2月1日、2000年の第16代総選挙の前に「政界人士を紹介した」対価として尹に4億ウォンの政治資金の供与を要求し1億ウォンの政治資金を受け取り、そして1998年から2000年までに尹と共謀し30億ウォンの偽装納入を行った疑いで拘束された。同年3月、検察側の懲役2年および追徴金7千万ウォンの求刑に対し、ソウル地方法院は懲役1年に執行猶予2年、追徴金7千万ウォンの刑を宣告した。
2022年に85歳で死去した。